# 翎頜鴇
翎頜鴇是一種大型的鴇。

## 特徵
翎頜鴇長60厘米，翼展140厘米。牠們上身呈褐色，下身白色，頸側有黑色斑紋。牠們飛行時可以見到翼上黑色及褐色的飛羽。牠們較波斑鴇細小及深色。雄鳥及雌鳥的外表相似，雌鳥較為細小及上身較灰色。

## 分類
翎頜鴇其下的亞種波斑鴇已被重新分類為獨立的物種，兩者的分界在西奈半島。不過這個分類方法卻被指有問題，因為翎頜鴇與波斑鴇不同的示愛方式很瑣碎，且不能阻止近親繁殖。

## 分佈及棲息地
翎頜鴇分佈在加那利群島、北非、伊朗及巴基斯坦。牠們棲息在沙漠及非常乾旱的地區，主要都是留鳥。

## 行為
翎頜鴇會豎起頭及喉嚨上白色的羽毛來示愛。牠們每次會生2-4隻蛋。牠們不怎麼發聲。
翎頜鴇是雜食性的，主要吃種子、昆蟲及其他細小的生物。

## 保育狀況
翎頜鴇在阿拉伯受到捕獵及失去棲息地的威脅。在摩洛哥的阿加迪爾及巴基斯坦的拉希姆亞爾汗都有保育及飼養計劃。沙地阿拉伯蘇爾坦·本·阿卜杜勒-阿齊茲·阿勒沙特支持了飼養及放生翎頜鴇的計劃。
在巴基斯坦，翎頜鴇是俾路支省的省鳥。

## 外部連結

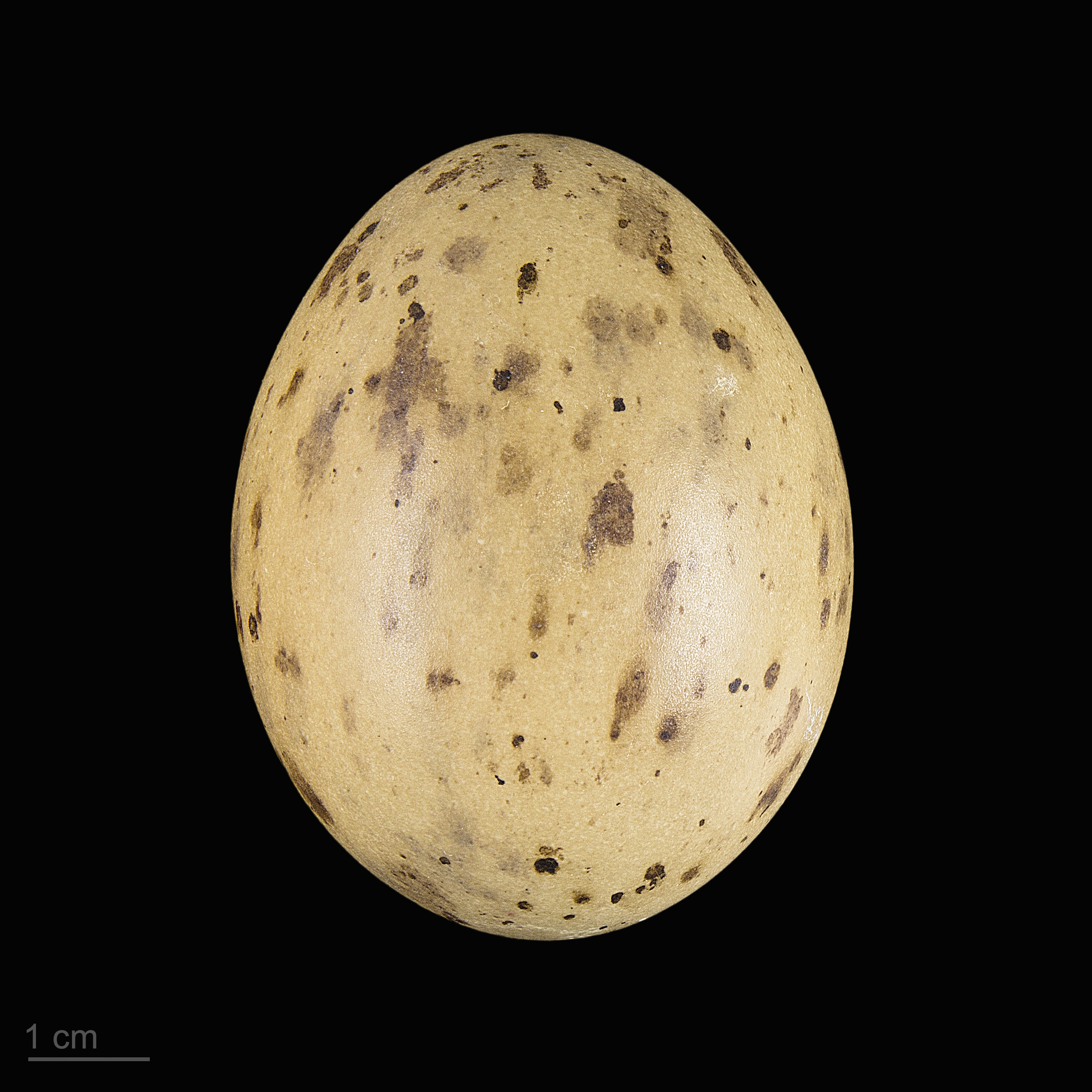
卵 Chlamydotis undulata

- Habitat use and mating system of the houbara bustard (Chlamydotis undulata undulata) in a semi-desertic area of North Africa: implications for conservation [永久]